# 愛情不NG
《愛情不NG》（英語：Love Is Not NG）是中國2013年的一部愛情電影。由朱時茂執導，余少群、鍾欣潼、李小冉、蘇見信領銜主演。

## 演員表

### 領銜主演
| 演員   | 角色   | 角色介紹                                                  |
| 余少群 | 川 子  | 賣萌的跑龍套皇帝,逆襲白富美蘇妮娜                         |
| 鍾欣桐 | 蘇妮娜 | 新一代絕色美女明星,戲內風情萬種,戲外俏皮可愛,典型的白富美 |
| 李小冉 | 吳 迪  | 女強人大導演,與鄭直從鬥氣變成情侶                         |
| 蘇見信 | 鄭 直  | 萬人迷大明星, 有"人肉發電機"之稱號                        |

### 其他角色
| 演員   | 角色   | 角色介紹 |
| 張鐵林 | 導 演  |          |
| 朱一龍 | 演技哥 |          |
| 趙寶剛 |        |          |
| 齊秦   |        |          |
| 孫楠   |        |          |
| 李小鵬 |        |          |
| 李大雙 |        |          |
| 袁成杰 |        |          |

## 幕後製作
- 導演：朱時茂
- 編劇：秘天慧、李沖
- 製作人：武亞輝

## 外部連結
- 豆瓣电影上《愛情不NG》的資料 （简体中文）
- 香港影庫上《愛情不NG》的資料（繁體中文）